# Hladni izvori
Hladni izvori su jedna zona morskog dna, gde se stvaraju pare vodonikovog sulfida, metana i drugih ugljovodonika, često u obliku bazena slane vode.
Hladni izvori su ekosistem koji je dom za nekoliko endemičnih vrsta.
Tokom vremena, hladni izvori razviju jednu jedinstvenu topografiju, jer reakcije između metana i morske vode stvaraju karbonantne stene i grebene. Ove reakcije mogu zavisiti o bakterijskoj aktivnosti. Ikait hidrat kalcijumovog karbonata, je možda povezan sa oksidacijom metana iz hladnih izvora.
Ovi podvodnim „mofeti” možda leže na područjima podvodnih vulkana. Mehurići plina, ponekada otrovni, izlaze iz malenih rupica u obroncima kratera, u oceanskim procepima, u zonama sa visokom tektonskom aktivnošću i u zonama bogatim ugljovodonika. Ako su ti izvori otrovni (s visokim razinama sumpornog dia oksid i ugljenika), nije neuobičajeno naći malene ribe i škampe ugušene oko "oceanskih fumarola". Za razliku od toga, ako izvori ispuštaju ugljovodonika poput metana (na primer, u Meksičkom zalivu), mogu održavati podvodni život (dagnje, mekane korale, rakove itd.) koji ovisi o bakterijama koje se hrane metanom. Ovo se dešava oko crnih dimnjaka, koji se nalaze u zonama podvodnih vulkana i koji su isto dom jedinstvenim bićima koja zavise o parama iz hidrotermalnih izvora. Ovo se takođe dešava na dnu mora sa velikom vulkanskom aktivnošću (oko Antila, Galapagosa, itd.).